# Żyły wirowate

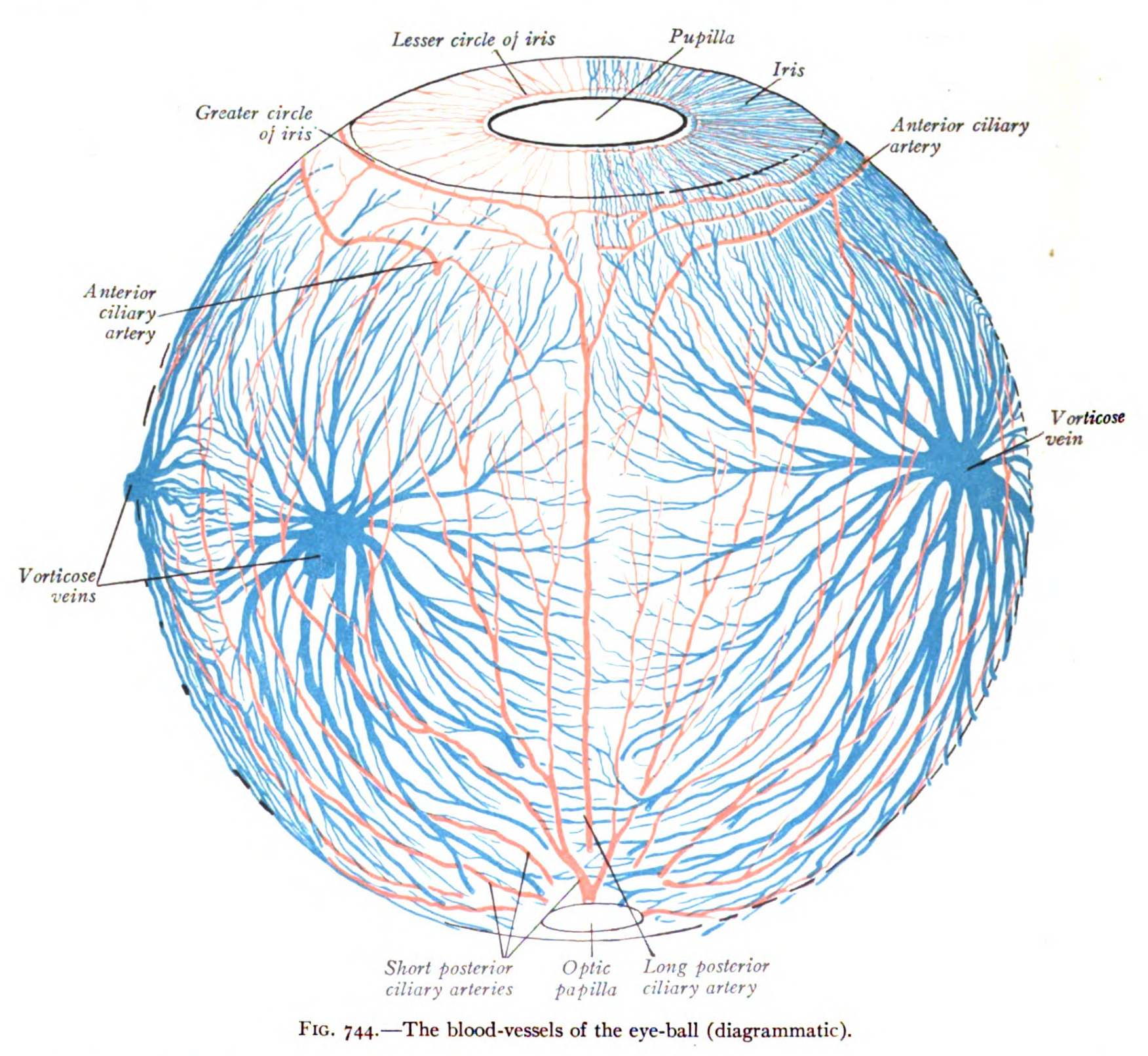
Schemat unaczynienia gałki ocznej. Żyły wirowate podpisane Vorticose veins.

Żyły wirowate (łac. venae vorticosae), żyły naczyniówkowe oka (venae choroideae oculi) – w anatomii człowieka żyły oka odprowadzające krew z naczyniówki, a także większej części tęczówki i ciała rzęskowego. Zazwyczaj są cztery – dwie górne i dwie dolne, czasami może być ich sześć. Przechodzą przez twardówkę ukośnie kilka milimetrów za równikiem gałki ocznej. Żyły wirowate górne wpadają do żyły ocznej górnej, żyły wirowate dolne – do żyły ocznej dolnej. Boczne z żył wirowatych przebiegają w bezpośredniej bliskości przyczepów mięśnia skośnego górnego i skośnego dolnego, co może powodować ucisk tych mięśni na ujścia żył. Żyły wirowate na ogół nie towarzyszą tętnicom, przebiegając niezależnie od nich.